# Lactophrys
Genre
Lactophrys est un genre de poissons tetraodontiformes de la famille des Ostraciidae.

## Liste d'espèces
Selon ITIS (21 avril 2014) :
- Lactophrys bicaudalis (Linnaeus, 1758) - Coffre zinga
- Lactophrys trigonus (Linnaeus, 1758) - Coffre à cornes
- Lactophrys triqueter (Linnaeus, 1758) - Coffre baguette

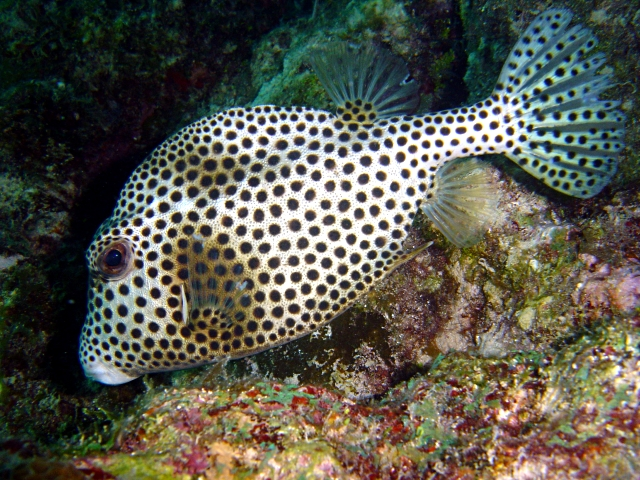
Lactophrys bicaudalis
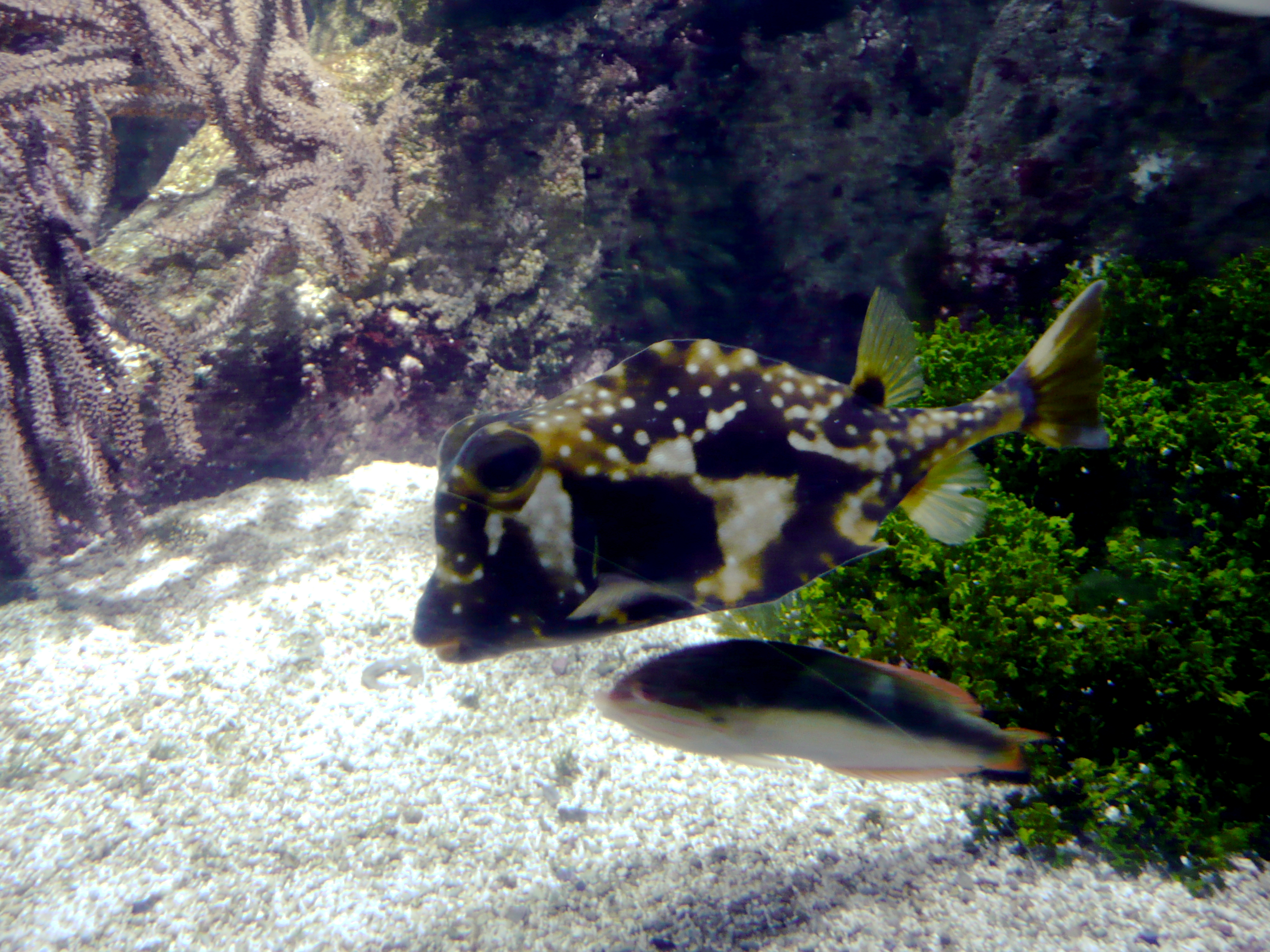
Lactophrys trigonus